# 大花香水月季
大花香水月季（学名：Rosa odorata var. gigantea）为蔷薇科薔薇屬下的一个变种。